# Тодор Буровски
Тодор Манчев Буровски е български офицер, полковник.

## Биография
Тодор Буровски е роден на 10 ноември 1899 година в Правец. През 1922 година завършва Военното на Негово Величество училище в София, а през 1936 година и Военната академия. От 1926 г. поручик Буровски служи в Бургаския укрепен пункт, а през 1928 е на служба в Софийски укрепен пункт, като същата година е преместен в 1-ви армейски артилерийски полк.
През 1933 г. поручик Тодор Буровски е назначен на служба в 7-и дивизионен артилерийски полк, същата година прехвърлен в 1-ви армейски артилерийски полк, на която служба е до 1934 г. когато е назначен на служба във 2-ри армейски артилерийски полк.
В навечерието на Втората световна война е в щаба на 2-ра пехотна дивизия (1938), щаба на 2-ра армейска област (1938) и щаба на 10-а пехотна дивизия (1939) и щаба на 2-ра армия (1940).
По време на Втората световна война (1941 – 1945) служи в щаба 2-ра армия, като през 1944 г. е назначен за командир на 28-а пехотна дивизия, част от втори окупационен корпус, дислоциран в Беломорието. През 1945 г. е назначен на служба в Щаба на войската. Уволнен е през 1946 година.

## Военни звания
- Подпоручик (1 април 1922)
- Поручик (6 май 1925)
- Капитан (3 октомври 1938)
- Майор (3 октомври 1942)
- Подполковник (1944)
- Полковник (1945)